# Katharinenstraße 9
Katharinenstraße 9, o Catharinenstraße 9, fou una casa senyorial del centre d'Hamburg, a Alemanya, construïda circa 1630-1640. El 1939 l'edifici fou afegit a la llista de monuments del centre d'Hamburg, i en fou esborrat el 1954, 13 anys després que fos destruït (1941).
L'edifici era conegut pel seu sostre d'estuc, comissionat entre 1716 i 1720 pel llavors propietari (i posteriorment alcalde d'Hamburg) John Anderson el Vell. L'estuc era segurament de l'italià Carlo Enrico Brenno, del qual se sap que va treballar a Hamburg i Schleswig-Holstein. L'hamburgmuseum compta amb una reconstrucció del sostre fet a partir d'un motlle de l'original, la qual inclou la pintura central original de Johann Moritz Riesenberger el Jove. La pintura mostra erudició i art. El sostre fou restaurat entre 2004 i 2005.